# Għarb
Għarb (Maltsky: L-Għarb) je obec (vesnice) s populací 1298 lidí (sčítání 2019) a nachází se na nejzápadnějším bodu ostrova Gozo. Ostrov Gozo je druhý největší ostrov souostroví Malta ve Středozemním moři a zároveň je součástí republiky Malta v Regionu Gozo. Għarb leží v jedné z nejmalebnějších oblastí Gozo, na nejvyšším kopci ostrova.

## Historie

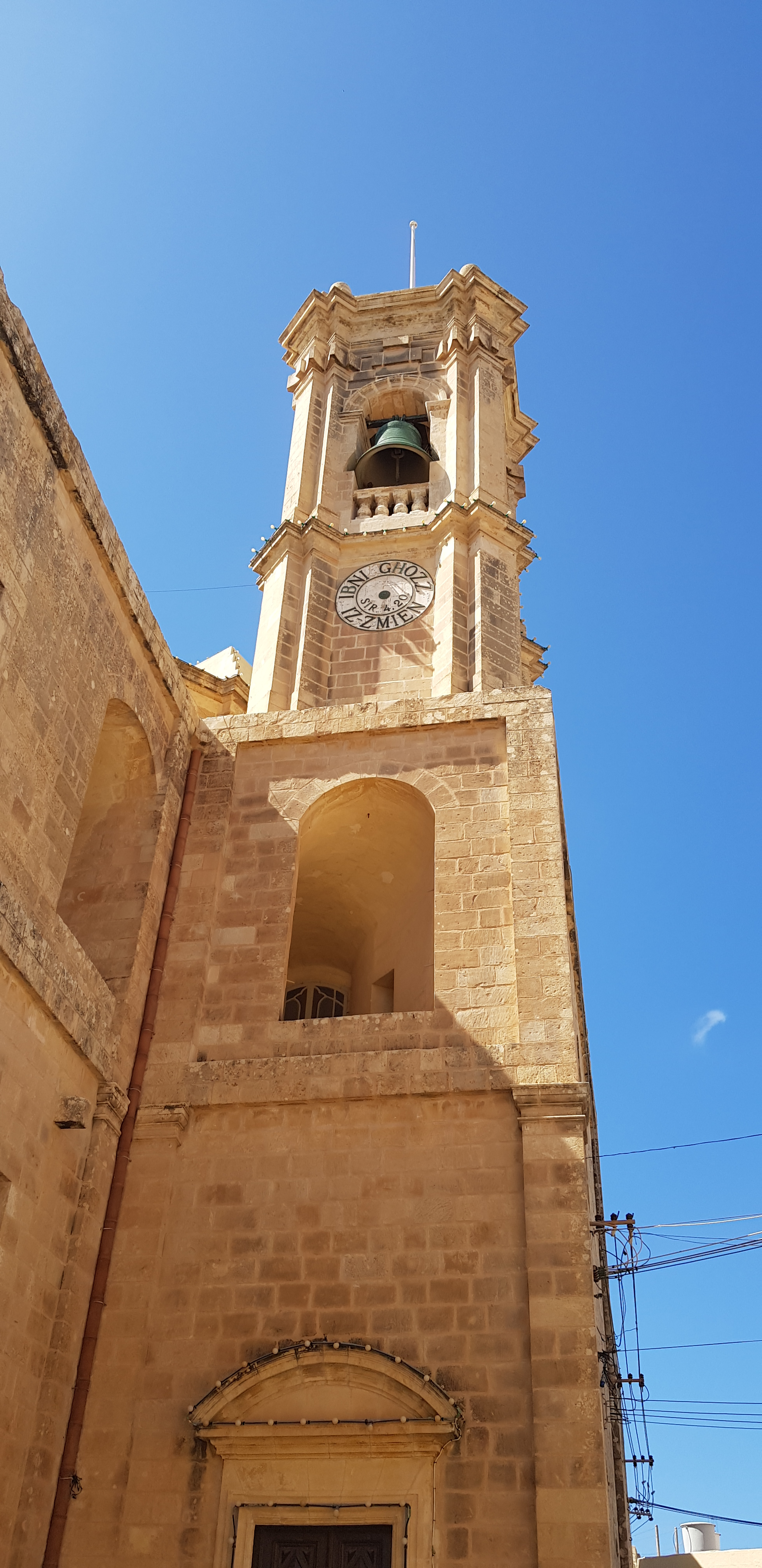
Kaple San Dimitri v Għarb

Għarb je malá vesnička, která byla založena již ve středověku. Slovo Għarb znamená v maltštině západ a je tedy správným označením vesnice, která je nejzápadnějším místem na ostrově Gozo. 

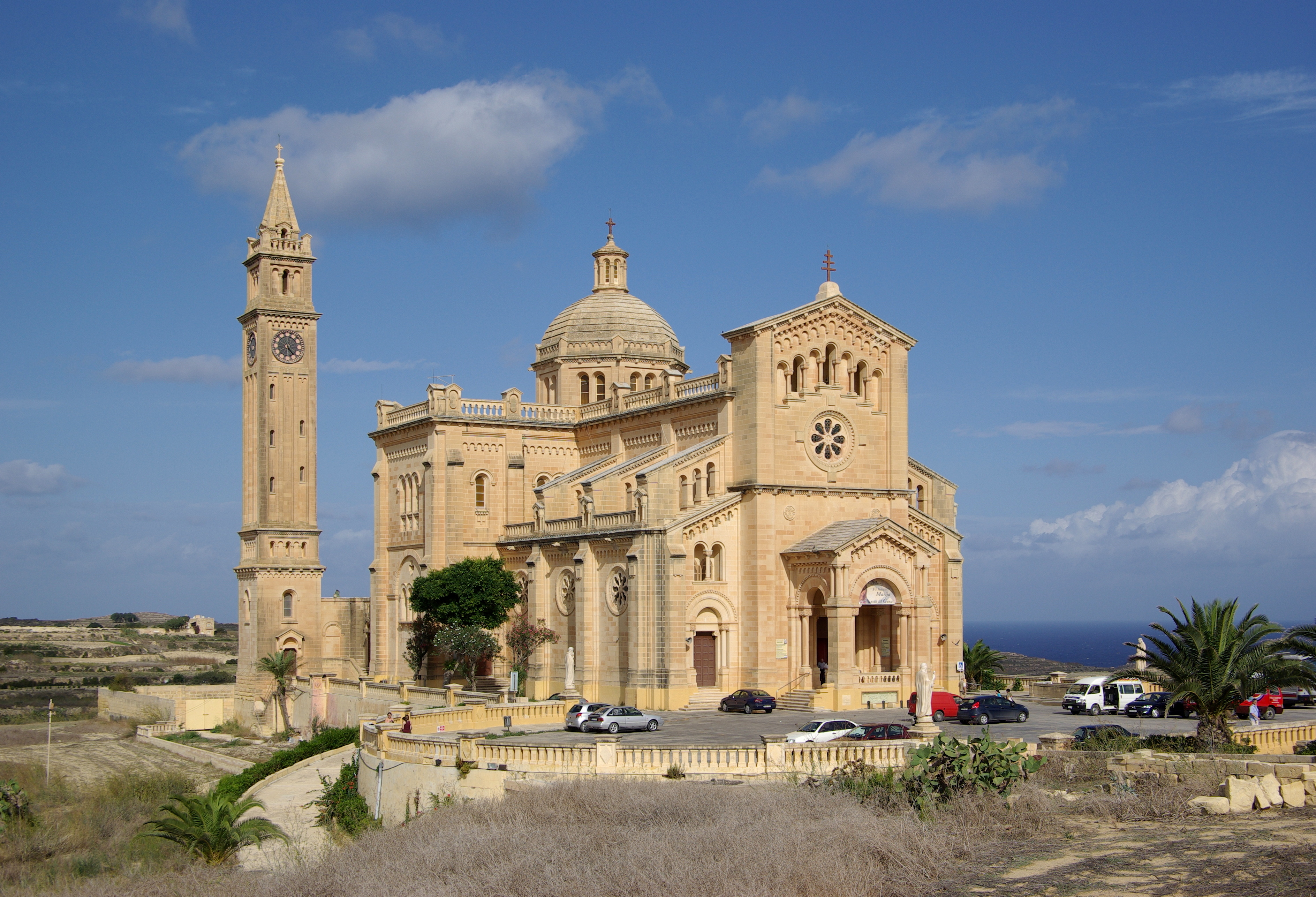
Bazilika Ta 'Pinu v Għarb

Starobylé kořeny vesnice jsou viditelné především v jejím centru, kde jsou některé domy zdobeny kamennými balkony. Náměstí v Għarb je tak velmi malebné a je často zobrazováno na pohlednicích. Na náměstí se nachází folklórní muzeum s nejrůznějšími památkami o historii venkova na ostrově Gozo. Další významnou stavbou je kaple San Dimitri, která byla podle legendy postavena matkou syna, který byl osvobozen ze zajetí svatým Demetriem.
V roce 1679 byla ve vesnici zřízena farnost, pro kterou byla v letech 1699 až 1729 postavena barokní bazilika Navštívení Panny Marie - bazilika Ta 'Pinu. Bazilika je vynikající ukázkou barokního stavitelství, jak interiéru tak exteriéru. Je srovnávána s kostelem Saint Agnes v Piazza Navona v Římě, dílem architekta Francesca Borrominiho. Místo je pro obyvatele města posvátné, neboť právě na tomto místě v roce 1883 zaslechla místní žena hlas Panny Marie.

## Přírodní památka

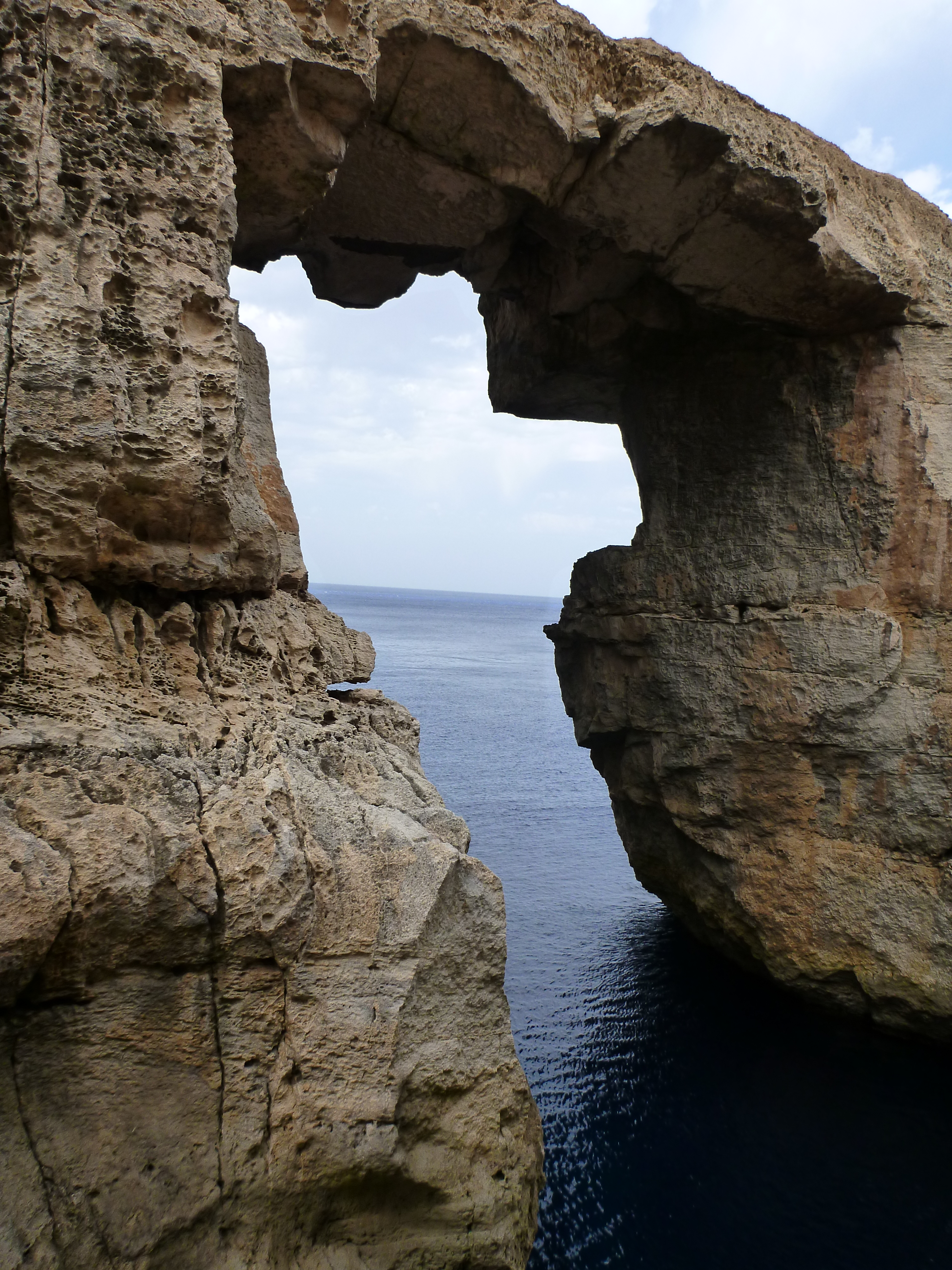
Okno Wied il-Mielah

Severně od vesnice Għarb na konci údolí Wied il-Mielaħ se nachází přírodní útvar okno Wied il-Mielaħ (v maltštině: it-Tieqa ta 'Wied il-Mielaħ). Je to vápencový přírodní oblouk vymletý mořem do pobřežní skály. Tento přirozený oblouk je méně známý než Azure Window na západním pobřeží Malty, který se zhroutil do moře v březnu 2017 po silné bouři.
Cesta z vesnice Għarb k této přírodní památce vede starým korytem řeky přímo k pobřeží. Na pobřeží vede ke skále úzké schodiště až těsně k oknu nad vodou. Protože strop okna je stále pevný, je možné vystoupit až nad okno.
Tento útvar zde není ojedinělý. Celé severní pobřeží Goza se vyznačuje náhorní plošinou se strmými útesy. Ty se svažují dolů do moře a vytvářejí nejrůznější útvary s mnoha jeskyněmi.

## Významní rodáci
- Karmni Grima
- Frenċ tal-Għarb

## Zóny v Għarb
- Birbuba

- Baodba
- Il-Wileġ
- San Katald
- Ta 'Lamuta
- Ta 'Pinu
- Ta 'Santu Pietru
- Il-Fgura
- Taż-Żejt
- il-wilga
- Wied tal-Knisja
- Wied il-Mielaħ
- Ta 'ries
- Fuq il-blata
- Tat-trux
- Il-misrah

## Partnerská města
- Castrolibero, Itálie
- Massafra, Itálie
- Pace del Mela, Itálie
- Tortona, Itálie
- Torrent, Španělsko